# Magdalena Parys
Magdalena Parys, właśc. Magdalena Lasocka (ur. 29 czerwca 1971 w Gdańsku) – polsko-niemiecka pisarka.
Magdalena Parys od 1984 mieszka w Berlinie Zachodnim, dokąd wyemigrowała jej rodzina. Po zjednoczeniu Niemiec (1990) studiowała filologię polską i pedagogikę na Uniwersytecie Humboldtów w Berlinie.

## Twórczość
Zadebiutowała w 2001 roku na łamach pisma literackiego „Pogranicza”, w którym ukazywały się jej wiersze, opowiadania, eseje i recenzje.
W roku 2011 wydała debiutancką powieść Tunel. Portal culture.pl, podsumowujący literackie dokonania w 2011 roku, wymienił Tunel jako jeden z najważniejszych debiutów tamtego roku. Tunel reprezentował Polskę na Europejskim Festiwalu Debiutu w Kilonii i w Berlinie. Książka była wielokrotnie wznawiana. W 2014 roku „Świat Książki” wydał ją w twardej oprawie w serii „Nowa Proza Polska” – autorka poszerzyła i uzupełniła polskie wydanie w oparciu o niemiecki przekład Tunelu, który ukazał się w RFN w 2014 roku. W roku 2017 Tunel ukazał się we Francji w wydawnictwie agullo edition pod tytułem 188 metres sous Berlin. Powieść w przeciągu kilku miesięcy była trzykrotnie wznawiana, otrzymała nominację do nagrody księgarzy i wydawców francuskich Le prix Libr’a nous 2018 i nagrodę Prix littéraire de la ville de Quimperoraz bardzo pozytywne krytyki we francuskojęzycznej prasie w Belgii i we Francji.
W roku 2015 ukazała się powieść Magik I tom trylogii berlińskiej (seria: „Nowa Proza Polska”), za którą autorka otrzymała w 2015 roku Literacką Nagrodę Unii Europejskiej. Wielowątkowa powieść polityczno-sensacyjna, której akcja toczy się głównie w Berlinie, Warszawie i Sofii. Powieść była wielokrotnie wznawiana w Polsce, tłumaczona na wiele języków, między innymi francuski, niemiecki, włoski, węgierski, bułgarski, chorwacki i inne.
Szczególnym uznaniem krytyków i czytelników cieszyło się we Francji francuskie wydanie Magika (Le Magicien) Dziennik „Le Monde” przyrównał twórczość Parys do twórczości Tomasza Manna a tygodnik „Liberation” z Oskarowym filmem Życie na podsłuchu, „L’Obs” uznało Parys „za jedną z największych pisarek epoki postkomunizmu”. W roku 2019 była jednym z gości honorowych Paryskich Targów Książki.
W roku 2020 ukazał się tom drugi planowanej trylogii berlińskiej – Książę.
Na zaproszenie dyrektora Teatru Polskiego w Warszawie, Andrzeja Seweryna, wystąpiła w 2018 roku z monodramem własnego autorstwa Achtung, Niemcy!

## Działalność
Felietonistka „Gazety Wyborczej”.
Pod skrzydłem miesięcznika „Pismo. Magazyn opinii” prowadzi podcast „Międzymiastowa”, do którego regularnie zaprasza ludzi mediów i kultury. Przez kilka lat pisała też dla „Wysokich Obcasów Extra” i „Zwierciadła”. Pisze po polsku i niemiecku. Publikowała m.in. we francuskim tygodniku „Marianne”, niem. dzienniku „Stuttgarter Zeitung” „Gazecie Wyborczej”, „Książkach. Magazynie do czytania”, „Pograniczach”, „Zwierciadle”, „Dialogu” i innych. Autorka licznych wywiadów, w tym z Eriką Steinbach, Tanją Dückers, Burkhartem Veigelem.
W roku 2003 wraz z Izabelą Potrykus zorganizowała międzynarodowy konkurs literacki pod patronatem Uniwersytetu Humboldtów i instytutów i ambasad Polski, Czech, Słowacji, Węgier i Słowenii z okazji przystąpienia tych krajów do Unii Europejskiej. Pod redakcją Parys i Potrykus został wydany zbiór opowiadań laureatów konkursu. W wielojęzycznym zbiorze – Ich bin der, der angekommen ist – znalazły się teksty m.in. Tanji Dückers i Istvana Vörösa. W latach 2006–2007 założycielka i redaktor naczelna literackiego czasopisma „Squaws”.

### Opowiadania
- Jahrbuch Polen 2013, Deutsches Polen-Institut, 2013 ISBN 978-3-447-06901-4.
- NieObcy, Agora SA, 2015 ISBN 978-83-928678-8-3.
- Berlin und Breslau. Eine Beziehungsgeschichte. Bebra-Verlag, 2016 ISBN 978-3-8148-0222-0.
- Europa, Europa! Agullo Edionos, 2019
- Nadzieja, Agora SA, 2020, ISBN 978-83-268-3608-4.

### Książki
- Wydawczyni:Ich bin der, der angekommen ist, IDEEDITION, Berlin 2004, ISBN 3-00-013614-2.
- Tunel, Świat Książki, Warszawa 2011, ISBN 978-83-7799-018-6.
- Magik, Świat Książki, Warszawa 2014, ISBN 978-83-7943-837-2.
- Biała Rika, Znak Literanova, Kraków 2016, ISBN 978-83-240-3636-3.
- Książę, Agora, Warszawa 2020, ISBN 978-83-268-4595-6.

### Monodram
- 2018: Monodramat „Achtung Niemcy! Teatr Polski, Warszawa[29]

### Reportaże
- Deutschpolnischeuropäisch. Die Identitäten der Magdalena Parys (Niemiecko-polsko-europejska. Oblicza Magdaleny Parys.)[30]. Reżyseria: David Z. Mairowitz i Malgorzata Żerwe, Produkcja: Deutschlandfunk 2019[31] W 2020 r. Małgorzata Żerwe otrzymała za ten reportaż Polsko-Niemiecką Nagrodę Dziennikarską im. Tadeusza Mazowieckiego[32]

## Nagrody i wyróżnienia
- 2013: Złota Sowa Polonii przyznana przez Klub Inteligencji Polskiej w Wiedniu za powieść Tunel[33]
- 2015: Nagroda Literacka Unii Europejskiej za powieść Magik[12]
- 2018: nominacja do nagrody francuskich księgarzy Le prix Libr’à nous 2018[5][34]
- 2019: Nagroda Prix littéraire de la ville de Quimper 2019[35][7][36]
- 2021: Nominacja do Nagrody Wielkiego Kalibru za powieść Książę, długa lista[37]
- 2021: Nominacja do Nagrody Złoty Pocisk w kategorii najlepszy polski kryminał historyczny za powieść Książę[38][39]
- 2021: Złoty Pocisk – Nagroda publiczności za powieść Książę[40]